# Place des Guillemins
Pour les articles homonymes, voir Guillemins.
La place des Guillemins est la place principale du quartier administratif des Guillemins à Liège.

## Historique

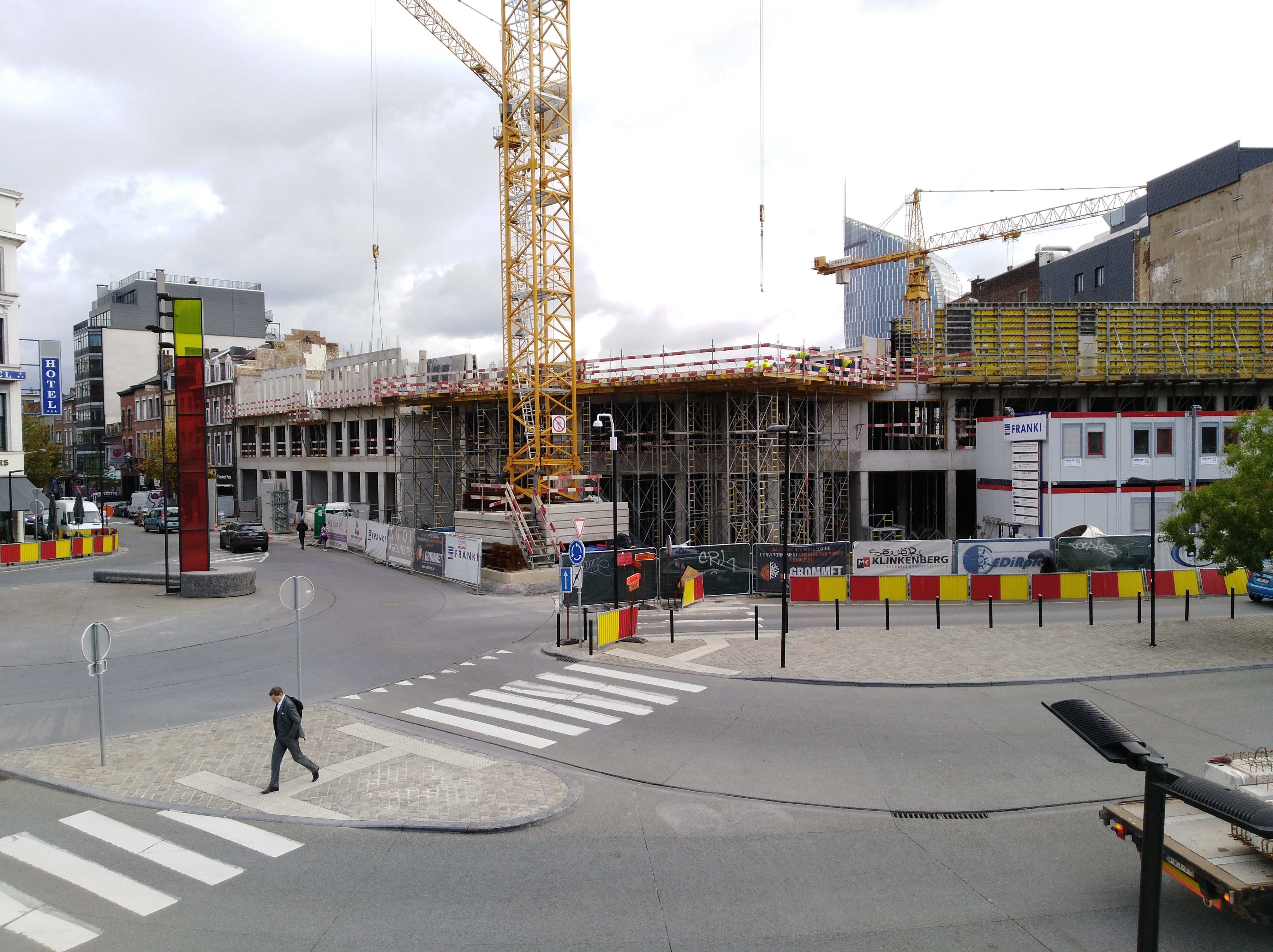
Liège Office Center en construction octobre 2018

De 1842 à 1899, l'espace devant les bâtiments ferroviaires s'est appelé place de la Gare. Le nom de place des Guillemins était initialement porté par l'actuelle place Joseph de Bronckart.
Avant la construction de la nouvelle gare inaugurée en 2009, la place des Guillemins bordait de tout son long l'ancienne gare et était limitée par la rue Paradis et le carrefour des rues du Plan Incliné et des Guillemins.
À cette occasion, la place fut largement modifiée au début des années 2010.
Le projet « Liège Office Center » de la société Ardent Group débute en 2016 avec la destruction de 14 bâtiments au coin de la place des Guillemins et de la rue des Guillemins. Il s'agit d'un projet centre d'affaires de 17 000 m2 comprenant notamment plus de 10 000 m2 de bureaux, un hôtel 3 étoiles, des commerces, des logements et un parking souterrain. Le chantier devrait s'achever pour le début de l'été 2019,.

## Galerie

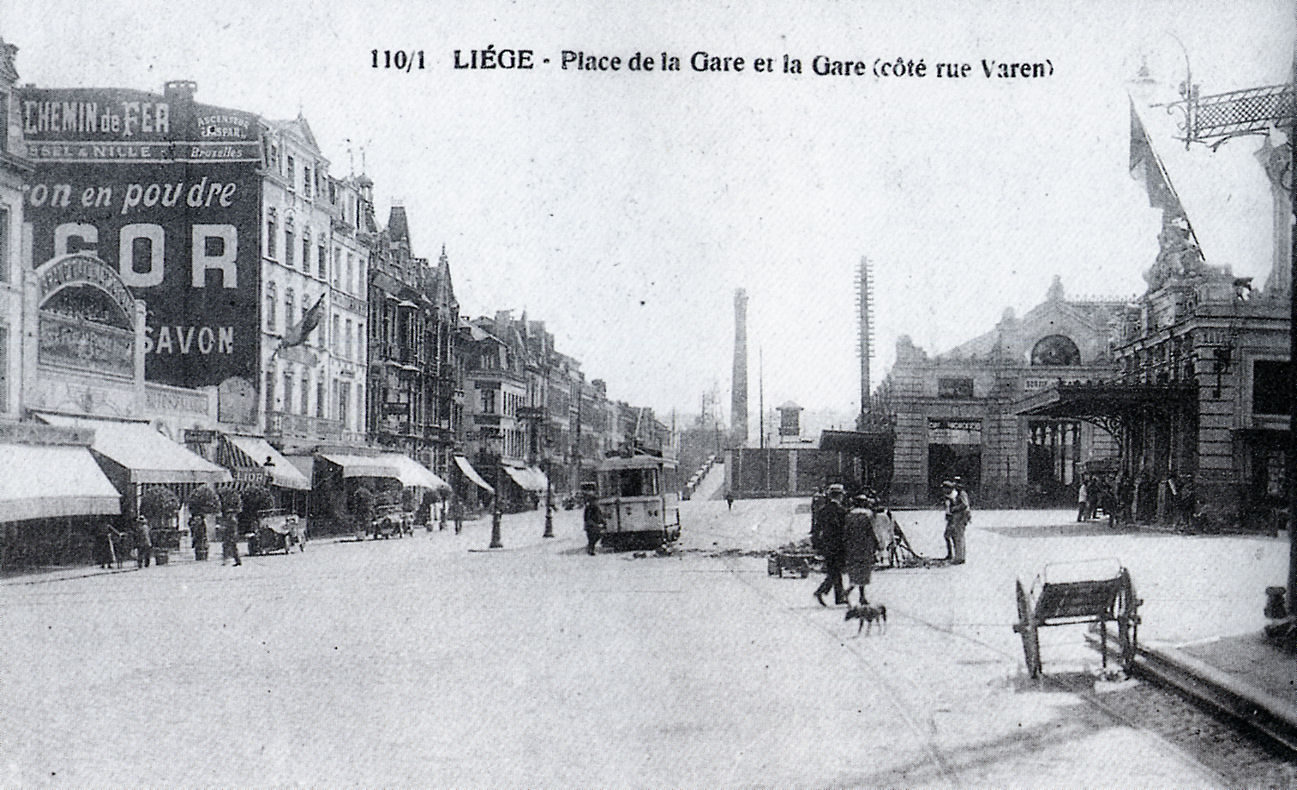
La place de la Gare à la fin du XIXe siècle
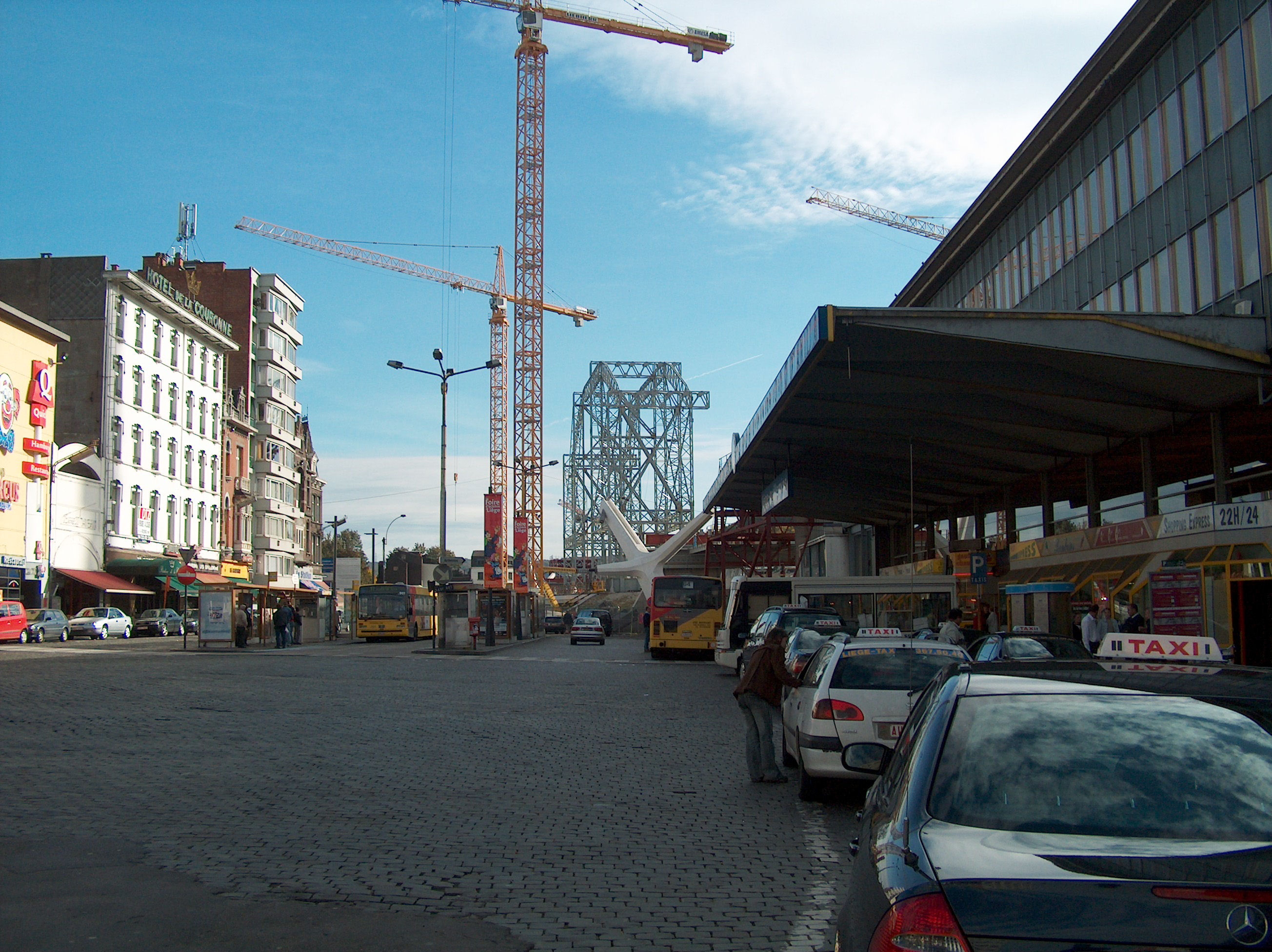
La place des Guillemins en octobre 2004
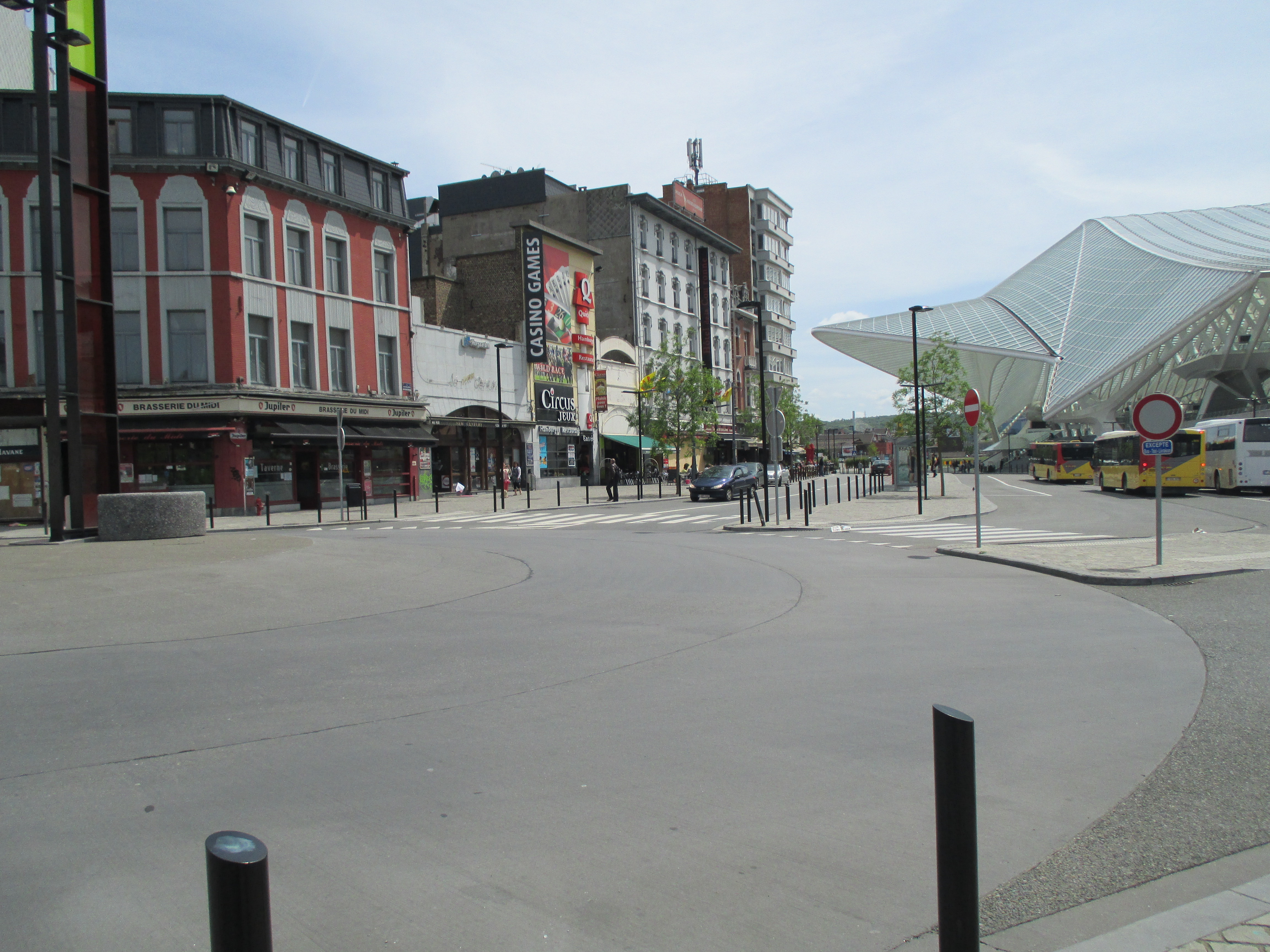
La place des Guillemins en 2015

## Rues adjacentes
- Rue des Guillemins
- Rue du Plan Incliné
- Rue Paradis
- Place Pierre Clerdent